# Einfrid Halvorsen
Einfrid Halvorsen (* 13. Oktober 1937 in Skien) ist eine norwegische Politikerin der sozialdemokratischen Arbeiderpartiet (Ap). Sie war von Juni 1988 bis April 1989 die Verbraucher- und Verwaltungsministerin ihres Landes.

## Leben
Halvorsen gehörte von 1971 bis 1979 erstmals dem Stadtrat von Skien an. In der Zeit von 1971 bis 1974 stand sie der Gewerkschaft Handel og Kontor in der Region Skien vor. In den Jahren 1976 bis 1984 gehörte sie dem Vorstand der Gewerkschaft auf Landesebene vor. Bei den Parlamentswahlen 1977 und der 1981 wurde sie jeweils sogenannte Vararepresentantin, also Ersatzabgeordnete. Als solche kam sie zu etwa 100 Tagen Einsatzzeit. Für etwa zwei Wochen war sie im Oktober 1981 in einem festen Einsatz, als ihr Parteikollege Finn Kristensen als Regierungsmitglied noch sein Mandat ruhen lassen musste. Im Anschluss an die Kommunalwahl 1983 wurde Halvorsen im Dezember 1983 zur Bürgermeisterin der Kommune Skien gewählt. Als solche fungierte sie bis 1986. Mit ihrer Amtszeit wurde sie die erste Frau im Bürgermeisterposten von Skien.
Am 9. Mai 1986 wurde sie in der Regierung Brundtland II zur Staatssekretärin im Kommunal- und Arbeitsministerium ernannt. Als solche war sie bis Februar 1987 unter Minister Leif Haraldseth und schließlich bis Juli 1987 weiter unter William Engseth tätig. Ab 1987 saß sie im Verwaltungsrat der Behörde Arbeidsdirektoratet, einer Vorgängerorganisation der NAV. Am 13. Juni 1988 wurde sie als Nachfolgerin von Anne-Lise Bakken zur neuen Verbraucher- und Verwaltungsministerin im zweiten Kabinett von Ministerpräsidentin Gro Harlem Brundtland, in der Halvorsen zuvor bereits Staatssekretärin war, ernannt. Ihre Amtszeit endete am 28. April 1989, etwa ein halbes Jahr, bevor die Regierung abtrat.
Halvorsen Rücktritt erfolgte, nachdem bekannt wurde, dass es in ihrer Zeit als Kassenführerin von Handel og Kontor in Skien zu Unregelmäßigkeiten in der Buchführung gekommen sei. Später wurden genauere Details bekannt, auch dass ihr damaliger Ehemann in den Vorfall verwickelt und sie länger als zunächst gedacht an Unterschlagungen beteiligt gewesen sein soll. Insgesamt sollen rund 90.000 Kronen unterschlagen worden sein. Im Juli 1989 wurde sie dafür zu sechs Monaten Gefängnis auf Bewährung verurteilt. Sie wurde zu keiner Geldstrafe verurteilt, da das Gericht davon ausging, dass sie es in Zukunft schwer haben werde, ohne Ausbildung eine neue Arbeit zu finden. Als mildernde Umstände wurden des Weiteren gewertet, dass es zu einer belastend hohen medialen Aufmerksamkeit gekommen sei und die Unterschlagungen nach Ansicht des Gerichts größtenteils auf die wiederholt von ihrem damaligen Ehemann ohne ihr Wissen angehäuften Schulden zurückzuführen gewesen seien. Von 1989 bis 1990 war sie Mitglied im Parteivorstand der Arbeiderpartiet.
Zwischen 1991 und 2005 war sie Generalsekretärin von Mental Helse, einer Organisation, die die Interessen von Menschen mit psychischen Krankheiten vertritt. Von 1995 bis 2007 saß Halvorsen zudem erneut im Kommunalparlament von Skien.